# 莫爾胡利奇
51°34′15″N 31°39′40″E / 51.57083°N 31.66111°E

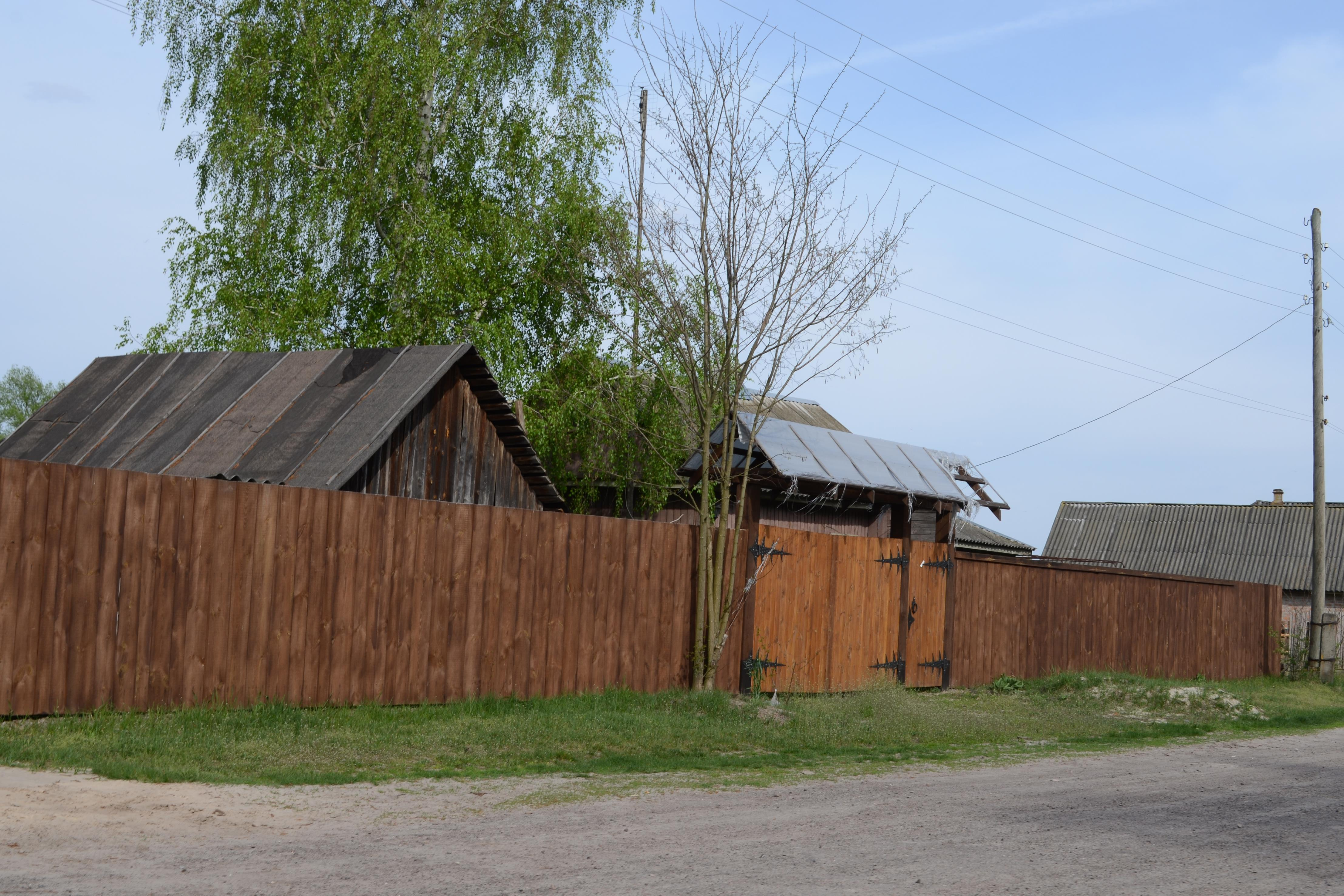

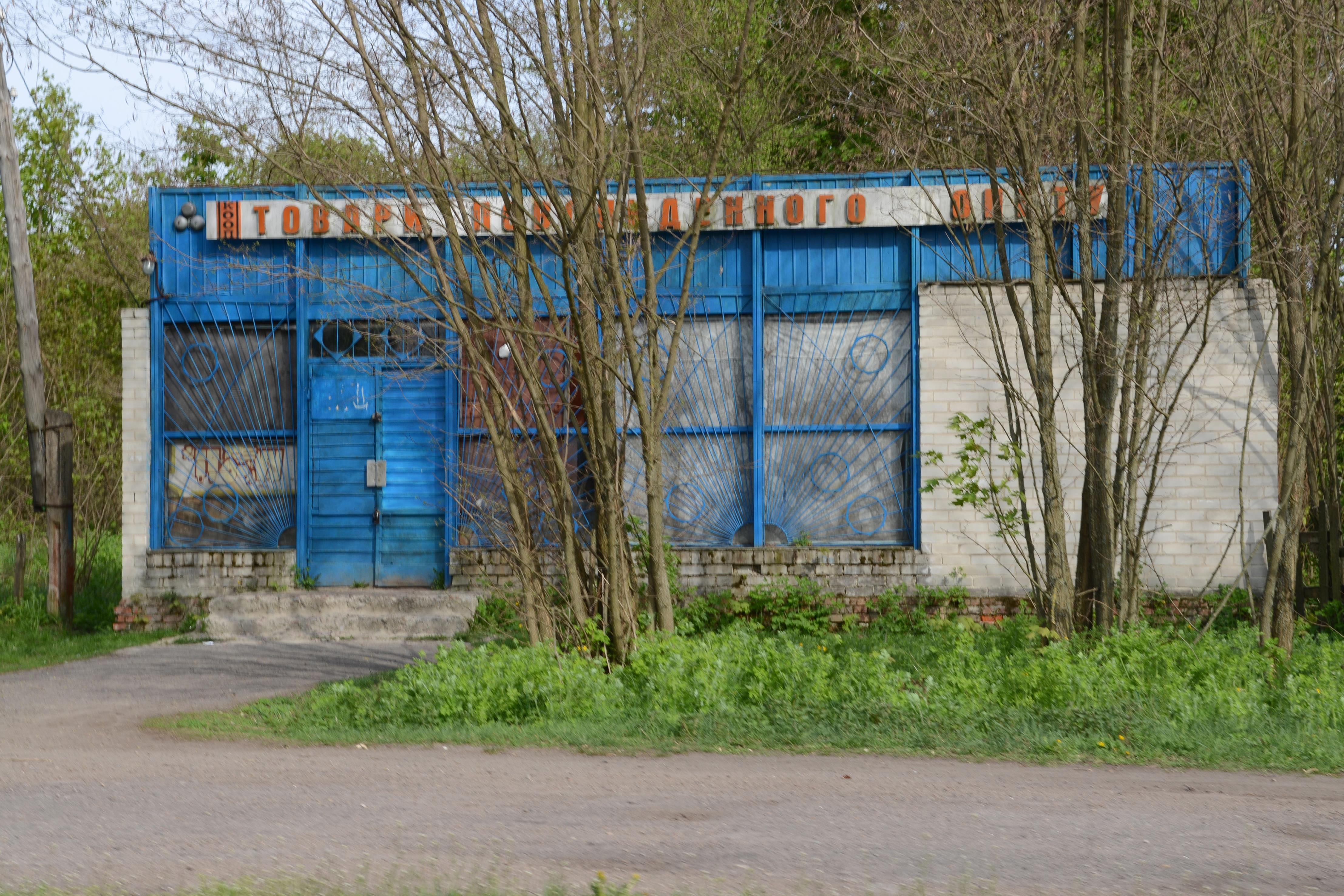

莫爾胡利奇（烏克蘭語：Моргуличі），是烏克蘭北部切爾尼希夫州切爾尼希夫區基塞利夫卡市镇的村落。始建於1897年，面積0.4平方公里，海拔高度119米，2001年人口88，人口密度每平方公里222.78人。